# Binnein Beag
Der Binnein Beag ist ein als Munro und Marilyn eingestufter, 943 Meter hoher Berg in Schottland. Sein gälischer Name kann in etwa mit Kleine Spitze übersetzt werden.
Er liegt in der Council Area Highland in der südöstlich von Fort William und dem Ben Nevis gelegenen Berggruppe der Mamores. Die Hauptkette der Mamores erstreckt sich in Ost-West-Richtung zwischen dem Glen Nevis und der südlich gelegenen Ortschaft Kinlochleven und weist insgesamt acht Munros auf. Zwei weitere Munros liegen etwas abseits östlich der Hauptkette. Der Binnein Beag ist von den beiden abseits liegenden Gipfeln der niedrigere und zugleich der nördlichste Gipfel der Mamores. 

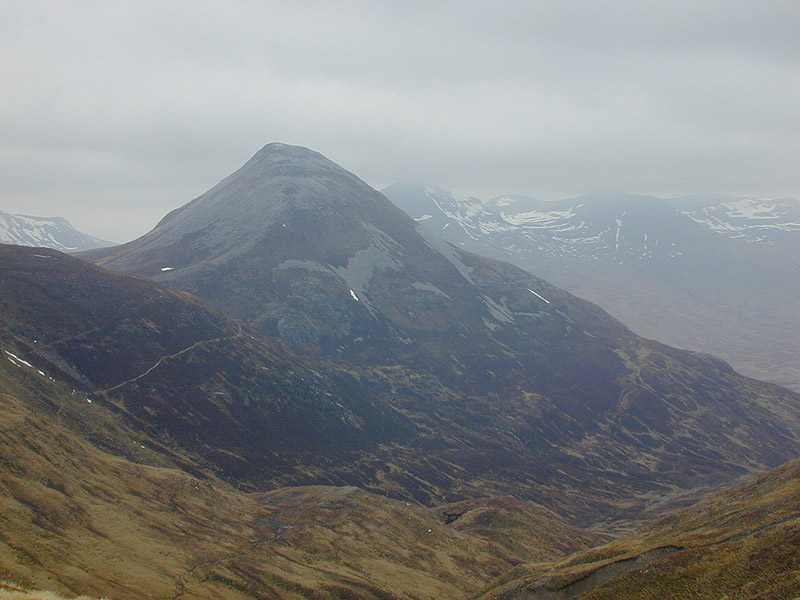
Blick vom Coire an Lochain, dem Sattel zwischen Sgùrr Eilde Mòr und Binnein Mòr, zum Binnein Beag

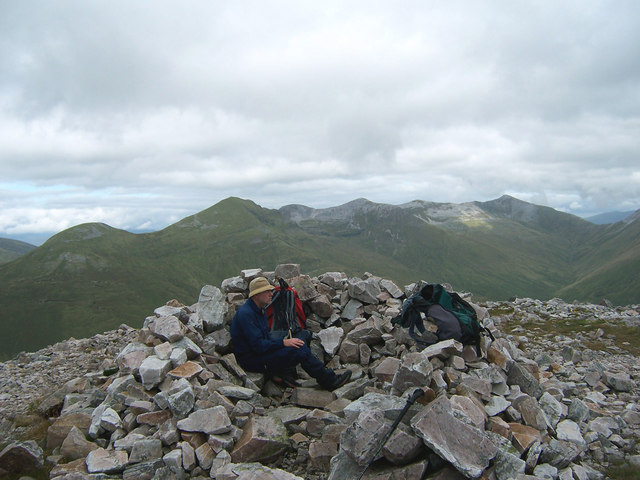
Der Gipfelcairn des Binnein Beag, im Hintergrund die nördlich gelegenen Grey Corries

Der aus Quarzit aufgebaute kegelförmige Gipfel des Binnein Beag fällt nach fast allen Seiten gleichmäßig ab, lediglich nach Westen und vor allem nach Nordosten besitzt er steilere, felsige oder schrofendurchsetzte Partien. Nach Südwesten ist er vom Binnein Mòr, dem höchsten Gipfel der Mamores, durch einen auf etwa 750 Meter Höhe liegenden Sattel getrennt, in dem ein kleiner Bergsee liegt. In alle anderen Richtungen fällt er weniger steil und weitgehend gleichmäßig in das nordwestlich und nördlich liegende Glen Nevis und dessen östlich liegendes Seitental Coire a’ Bhinnein ab. 
Aufgrund seiner Lage am Ostrand der Mamores erfordern alle Anstiege zum Binnein Beag lange Anmärsche. Viele Munro-Bagger kombinieren eine Besteigung des Binnein Beag mit der des südlich benachbarten Sgùrr Eilde Mòr. Ausgangspunkt ist Kinlochleven, von dort führt der Weg zunächst über einen Public Footpath in Richtung Spean Bridge und Corrour Station zum Westende des Loch Eilde Mòr. Oberhalb des Lochs führt der Anstieg unterhalb der Ostwand des Sgor Eilde Beag, eines Vorgipfels des Binnein Mòr, in das Coire an Lochain, wo ein Abzweig zum Sgùrr Eilde Mòr führt. Zum Binnein Beag führt ein Jägerpfad am Westhang des Coire a’ Bhinnein unterhalb des Binnein Mòr. Aus dem Sattel zwischen den beiden Bergen führt der Gipfelzustieg über die Südwestseite des Binnein Beag. Der Sattel kann auch teils weglos von Norden aus dem Glen Nevis erreicht werden, erfordert aber einen deutlich längeren Anmarsch.